# Hilda Phoebe Hudson
Hilda Phoebe Hudson (Cambridge, 11 de junho de 1881 – Chiswick, Londres, 26 de novembro de 1965) foi uma matemática inglesa, que trabalhou com geometria algébrica, em particular sobre transformação de Cremona.

## Vida e obra
Em 1900 Hudson recebeu uma bolsa de estudos e entrou no Newnham College da Universidade de Cambridge, obtendo a graduação em 1903. Após um ano de estudos na Universidade de Berlim, retornou para Newnham em 1905, primeiro como lecturer de matemática e depois como Associate Research Fellow. O Trinity College (Dublin), Dublin, concedeu a ela um grau MA ad eundam em 1906 e em 1913 um DSc.
Foi palestrante convidada do Congresso Internacional de Matemáticos (ICM) em Cambridge (1912: On binodes and nodal curves). Embora Laura Pisati tenha sido convidada para o ICM de 1908, ela morreu um pouco antes do início da conferência, então Hudson se tornou a primeira mulher a palestrar em um ICM.
Dispendeu a ano acadêmico 1912–1913 no Bryn Mawr College nos Estados Unidos, e os anos 1913–1917 novamente na Inglaterra, desta vez como lecturer no West Ham Technical Institute. Trabalhou em uma subdivisão do Ministério da Aeronáutica com pesquisas sobre engenharia aeronáutica em 1917, onde aplicou trabalho pioneiro sobre aplicações da modelagem matemática no projeto de aeronaves. Recebeu a Ordem do Império Britânico em 1919. Como matemática de destaque, foi uma das poucas mulheres de sua época a servir no conselho da London Mathematical Society.
A maior parte das pesquisas sobre matemática pura de Hudson foi relacionada com superfícies e curvas planas, sendo seu principal interesse as transformações de Cremona. Sua monografia de 1916 Ruler and Compasses foi bem recebida como "uma bem-vinda adição à literatura sobre a fronteira entre matemática elementar e avançada".

## Livros
- Ruler and Compasses, primeiro publicado como uma monografia (Longman's Modern Mathematical Series, 1916) e então incluído no compêndio Squaring the circle and other monographs (Chelsea n.d.)
- Cremona Transformations in Plane and Space, Cambridge University Press, 1927.